# Saison 2010-2011 de l'OGC Nice
Maillots
Chronologie
Saison précédente Saison suivante
La saison 2010-2011 de l'OGC Nice voit le club s'engager dans trois compétitions que sont la Ligue 1, la Coupe de France et la Coupe de la Ligue.

## Résumé de la saison

### Ligue 1
Durant l'été 2010, le Gym perd plusieurs joueurs importants (Loïc Rémy, Olivier Echouafni, Onyekachi Apam) mais parvient à recruter en alternant entre jeunes joueurs (Nemanja Pejčinović, Abdou Traoré) et joueurs expérimentés (Renato Civelli, Danijel Ljuboja, François Clerc).
Nice commence la saison d'une bonne manière, se retrouvant quatrième après 5 journées (victoires face à Lorient et Bordeaux, nuls face à Valenciennes, Nancy et Lille). Le 18 septembre, le Gym connait sa première - et lourde - défaite de la saison, au Stade Auguste-Bonal, contre Sochaux sur le score de 4-0.
La saison commence à se compliquer pour l'OGC Nice, qui s'incline ensuite à domicile face à Rennes, puis concède le nul au Parc des Princes contre le PSG. Le Gym se reprend en dominant Saint-Étienne grâce à des superbes buts de Mounier et Ben Saada. Malheureusement, les Niçois ne sont pas constants, et se font surprendre à Lens et Auxerre avant de s'imposer face à Toulouse (buts de Danijel Ljuboja et Chaouki Ben Saada). Nouvelle rechute, d'abord à Lyon puis devant Montpellier. Le match nul arraché à Monaco la semaine suivante (grâce à un but de Mouloungui à la 85e minute) laisse présager une bonne fin d'année.
Le 5 décembre, l'OGC Nice bat l'Olympique de Marseille sur le score de 1-0 (but d'Emerse Faé à la 92e minute). C'est la 5e victoire de la saison en Ligue 1 pour le Gym, 14e à la suite de cette victoire. Nice termine tranquillement l'année, en concédant 3 matchs nuls face aux 3 promus de Ligue 2 (Caen, Brest et Arles-Avignon).
Malheureusement, l'année 2011 commence mal pour l'OGC Nice, qui s'incline face à Lille et Bordeaux. Malgré la victoire face à Sochaux (but de Pejčinović à la 29e minute), Nice continue à chuter au classement après deux autres défaites (à Rennes et face au PSG). 
L'OGC Nice se reprend en s'imposant 2-0 à Saint-Étienne (buts de Coulibaly et Mounier), puis en obtenant le nul face à Lens. Suivra une victoire capitale face à Auxerre (but de Mouloungui), et surtout 3 matchs nuls capitaux, arrachés dans les dernières minutes. 
D'abord à Toulouse, grâce à un but contre son camp de Cetto au bout du temps additionnel. Le Gym réalise ensuite un gros match face à l'OL, le 3 avril 2011, en remontant deux buts de retard dans le temps additionnel (grâce à Mouloungui sur penalty, et Civelli sur un corner) et en arrachant le nul 2-2. Puis à Montpellier, l'OGC Nice obtient le match nul, aidé par une faute de main de Jourdren, qui marque contre son camp.
Le 16 avril, le Gym remonte a la douzième place du championnat après une victoire face à l'AS Monaco sur le score de 3-2 (buts de Mounier, Civelli, Mouloungui.) C'est le septième match sans défaite des Niçois, l'une des plus longues séries en cours.
Nice connaît ensuite un gros coup d'arrêt, défait à Marseille (4-2) et humilié par Caen (0-4) à domicile. Les niçois se reprennent en concédant le match nul (0-0) à Brest, puis en dominant Arles Avignon non sans s'être fait peur (3-2, doublé de Danijel Ljuboja et but de François Clerc). La semaine suivante, Nice subit sa dernière humiliation de la saison : Une lourde défaite (3-0) sur le terrain de Nancy.
Lors de l'avant dernière journée, l'OGC Nice se reprend en battant Lorient (2-0) grâce à un doublé d'Éric Mouloungui, qui marque notamment le but le plus rapide de la saison (après 28 secondes de jeu). Nice perd ensuite à Valenciennes (2-1) mais se maintient en Ligue 1 grâce à la défaite de Monaco face à Lyon. 
Les Aiglons terminent donc un championnat éprouvant à la 17e place, avec 46 points (11 victoires, 13 nuls, 14 défaites), 33 buts marqués et 48 encaissés.

### Coupe de France
Parallèlement au championnat, l'OGC Nice réalise un très bon parcours en Coupe de France, et se retrouve en demi-finales après avoir successivement éliminé Créteil, Lyon, Drancy et Reims.
Le 8 janvier, en trente-deuxièmes de finale, l'OGC Nice domine Créteil aux tirs au but (5-6 pour Nice, ratés de Koukou et Carlier) après avoir tenu le match nul pendant 120 minutes (but d'Éric Mouloungui pour Nice) et obtient donc sa place en seizièmes de finale.
Deux semaines plus tard, le 23 janvier, Nice s'impose face à Lyon au Stade du Ray grâce à un but de François Clerc (d'ailleurs ancien lyonnais) à la 96e minute et se qualifie pour le tour suivant, au cours duquel les Niçois se déplaceront en banlieue parisienne, à Drancy.
En huitièmes de finale, le Gym joue sur le terrain du Jeanne d'Arc Drancy, petit club de banlieue parisienne. Grâce à un but d'Anthony Mounier à la 41e minute, l'OGC Nice poursuit l'aventure, direction les quarts de finale.
Au tour suivant, Nice se rend à Reims, au Stade Auguste-Delaune, où les Niçois affronteront le Stade de Reims pour la reconstitution de ce qui était l'un des plus grands derbys des années 1950, quand les deux équipes étaient au somment du championnat. Après un match difficile, l'OGC Nice arrache sa qualification grâce à Danijel Ljuboja (d'un superbe lob) et un doublé d'Éric Mouloungui, c'est d'ailleurs la première fois que Nice marque plus de deux buts dans un match cette saison. Les rémois auront lutté jusqu'au bout, et malgré deux buts de Romain Amalfitano et Odaïr Fortes, leur parcours s'arrête là.
En revanche le parcours niçois se poursuit, et le tirage réservé à ces derniers pour la demi-finale n'est pas idéal : Nice recevra Lille, le leader de la Ligue 1, et archi-favori, notamment grâce à son formidable trio Hazard-Gervinho-Sow, mais le Gym sera soutenu par tout son public, les 17 500 places mises en vente ayant toutes étés vendues. Les Niçois peuvent nourrir de gros espoirs, notamment car ils restent sur une bonne série (7 matchs sans défaite) tandis que les Lillois restent sur deux matchs compliqués (défaite à Monaco et nul contre Bordeaux).
Malheureusement, le miracle n'aura pas lieu, et l'OGC Nice s'incline dans un Stade du Ray en feu (17 135 spectateurs) face à des Lillois trop réalistes, et grâce à des buts de Hazard et de Gervinho. L'OGC Nice s'arrête donc en demi-finales.

## Effectif actuel
L'effectif professionnel de la saison 2010-2011 est entraîné par Éric Roy et ses adjoints René Marsiglia et Frédéric Gioria. 

L'entraîneur des gardiens Bruno Valencony a sous son aile 3 joueurs dont David Ospina, un des gardiens de l'Équipe de Colombie de football. 

## Transferts

### Mercato d'été
| Date         | Nom                       | Nationalité | Modalité                       | Provenance/Destination | Division         |
| Arrivées     |                           |             |                                |                        |                  |
| 2 juin       | Renato Civelli            | Argentine   | Levée O.A.(3 ans)              | San Lorenzo            | Primera División |
| 16 juillet   | Nemanja Pejčinović        | Serbie      | Prêt O.A. (1 an)               | Hertha Berlin          | Bundesliga       |
| 26 août      | Didier Digard             | France      | Prêt O.A. (1 an)               | Middlesbrough          | Premier League   |
| 31 août      | Danijel Ljuboja           | Serbie      | Transfert (0,3 M€ - 1(+1) ans) | Grenoble Foot 38       | Ligue 2          |
| 31 août      | Abdou Traoré              | Mali        | Prêt O.A. (1an)                | Girondins de Bordeaux  | Ligue 1          |
| 21 septembre | François Clerc            | France      | Transfert (Libre - 2 ans)      | -                      | -                |
| Départs      |                           |             |                                |                        |                  |
| 31 mai       | Olivier Echouafni         | France      | Fin de carrière                | -                      | -                |
| 29 juin      | Onyekachi Apam            | Nigeria     | Transfert (4,5 M€)             | Stade rennais          | Ligue 1          |
| 8 juillet    | Enoch Adu                 | Ghana       | Fin de contrat                 | FC Nordsjælland        | Superligaen      |
| 17 juillet   | Gérald Cid                | France      | Fin de carrière                | -                      | -                |
| 12 août      | Anthony Modeste           | France      | Transfert (3,5 M€)             | Girondins de Bordeaux  | Ligue 1          |
| 19 août      | Loïc Rémy                 | France      | Transfert (15,5 M€)            | Olympique de Marseille | Ligue 1          |
| 31 août      | Julien Berthomier         | France      | Prêt                           | FC Gueugnon            | National         |
| 31 août      | Mahamane Traoré           | Mali        | Prêt                           | FC Metz                | Ligue 2          |
| 31 août      | Jonathan Quartey          | Ghana       | Prêt                           | Samsunspor             | Ligue 1          |
| 6 septembre  | Adeílson Pereira de Mello | Brésil      | Prêt                           | FC Istres              | Ligue 2          |

### Mercato d'hiver
| Date        | Nom            | Nationalité | Modalité | Provenance/Destination    | Division   |
| Arrivées    |                |             |          |                           |            |
| 1er janvier | David Bellion  | France      | Prêt     | Girondins de Bordeaux     | Ligue 1    |
| Départs     |                |             |          |                           |            |
| 23 décembre | Raúl Fernández | Pérou       | Prêt     | Universitario de Deportes | Division 1 |
| 1er janvier | Mickaël Poté   | Bénin       | Prêt     | Le Mans FC                | Ligue 2    |

## Saison 2010-2011

### Sponsors
Le Gym a pour équipementier la marque italienne Lotto depuis 2007. Cependant, le 19 avril 2011, l'OGC Nice annonce un partenariat avec la marque suisse Burrda, alors qu'il reste deux années de contrat avec Lotto. Par ailleurs, à l'occasion de l'annonce de ce partenariat, le maillot extérieur pour la saison suivante est dévoilé.
Le sponsor principal de l'OGC Nice pour la saison 2010-2011 est Mad-Croc, une marque de boissons énergisantes et déjà sponsor du RC Toulon en rugby. D'autres sponsors apparaissent sur le maillot niçois, comme Takara, Nice Côte d'Azur et Pizzorno Environnement.
Jusqu'à l'été 2010, Nàsuba Express était le principal sponsor de l'OGC Nice.
En Coupe de France, les sponsors PMU et Pages jaunes sont imposés par la FFF, tandis qu'en Coupe de la Ligue, le Gym a pour sponsor maillot Les Mutuelles du Soleil.

### Derbys de la saison
| Club      | Aller     | Total | Retour    | Club                   |
| --------- | --------- | ----- | --------- | ---------------------- |
| AS Monaco | (J15) 1-1 | 3-4   | 2-3 (J31) | OGC Nice               |
| OGC Nice  | (J16) 1-0 | 3-4   | 2-4 (J32) | Olympique de Marseille |

### Classements

#### Général
mis à jour le 30 mai 2011
| Rang | Équipe | Pts | J  | G  | N  | P  | Bp | Bc | Diff |
| ---- | ------ | --- | -- | -- | -- | -- | -- | -- | ---- |
| 15   | Caen   | 46  | 38 | 11 | 13 | 14 | 46 | 51 | -5   |
| 16   | Brest  | 46  | 38 | 11 | 13 | 14 | 36 | 43 | -7   |
| 17   | Nice   | 46  | 38 | 11 | 13 | 14 | 33 | 48 | -15  |
| 18   | Monaco | 44  | 38 | 9  | 17 | 12 | 36 | 40 | -4   |
| 19   | Lens   | 35  | 38 | 7  | 14 | 17 | 35 | 58 | -23  |

Source : Classement de Ligue 1 sur le site de la LFP.

Règles de classement : 1. points ; 2. différence de buts ; 3. buts marqués ; 4. différence de buts particulière ; 5. classement du fair-play.
| Qualifications européennes pour la saison 2011-2012 - Phase de groupes de la Ligue des champions - Tour de barrages de la Ligue des champions - Tour de barrages de la Ligue Europa - 3e tour de qualification de la Ligue Europa | Relégations pour la saison 2011-2012 - Maintien en Ligue 1 - Relégation en Ligue 2 | Abréviations P : Promus en Ligue 1 en 2010 T : Tenant du titre 2010 V : Vice-champion 2010 CF : Vainqueur de la Coupe de France 2010-2011 CL : Vainqueur de la Coupe de la Ligue 2010-2011 |

#### Domicile
mis à jour le 30 mai 2011
| Rang | Équipe   | Pts | J  | G | N  | P | Bp | Bc | Diff |
| ---- | -------- | --- | -- | - | -- | - | -- | -- | ---- |
| 7    | Rennes   | 33  | 19 | 9 | 6  | 4 | 22 | 13 | +9   |
| 8    | Lorient  | 32  | 19 | 8 | 8  | 3 | 27 | 13 | +14  |
| 9    | Nice     | 32  | 19 | 9 | 5  | 5 | 22 | 22 | 0    |
| 10   | Bordeaux | 30  | 19 | 8 | 6  | 5 | 22 | 17 | +5   |
| 11   | Auxerre  | 28  | 19 | 6 | 10 | 3 | 26 | 18 | +8   |

Source : Classement de Ligue 1 sur le site de la LFP.

#### Extérieur
mis à jour le 30 mai 2011
| Rang | Équipe        | Pts | J  | G | N | P  | Bp | Bc | Diff |
| ---- | ------------- | --- | -- | - | - | -- | -- | -- | ---- |
| 16   | Lorient       | 17  | 19 | 4 | 5 | 10 | 19 | 35 | -16  |
| 17   | Valenciennes  | 15  | 19 | 2 | 9 | 8  | 17 | 24 | -7   |
| 18   | Lens          | 15  | 19 | 2 | 9 | 8  | 15 | 32 | -17  |
| 19   | Nice          | 14  | 19 | 2 | 8 | 9  | 11 | 26 | -15  |
| 20   | Arles-Avignon | 8   | 19 | 1 | 5 | 13 | 7  | 39 | -32  |

Source : Classement de Ligue 1 sur le site de la LFP.

#### Résultats par journée
| Journée   | 01  | 02 | 03 | 04 | 05 | 06 | 07  | 08  | 09  | 10  | 11  | 12  | 13  | 14  | 15  | 16  | 17  | 18  | 19  | 20  | 21  | 22  | 23  | 24  | 25  | 26  | 27  | 28  | 29  | 30  | 31  | 32  | 33  | 34  | 35  | 36  | 37  | 38  |
| --------- | --- | -- | -- | -- | -- | -- | --- | --- | --- | --- | --- | --- | --- | --- | --- | --- | --- | --- | --- | --- | --- | --- | --- | --- | --- | --- | --- | --- | --- | --- | --- | --- | --- | --- | --- | --- | --- | --- |
| Terrain   | D   | E  | D  | E  | D  | E  | D   | E   | D   | E   | E   | D   | E   | D   | E   | D   | E   | D   | E   | D   | E   | D   | E   | D   | E   | D   | D   | E   | D   | E   | D   | E   | D   | E   | D   | E   | D   | E   |
| Résultats | N   | V  | N  | N  | V  | D  | D   | N   | V   | D   | D   | V   | D   | D   | N   | V   | N   | N   | N   | D   | D   | V   | D   | D   | V   | N   | V   | N   | N   | N   | V   | D   | D   | N   | V   | D   | V   | D   |
| Points    | 1   | 4  | 5  | 6  | 9  | 9  | 9   | 10  | 13  | 13  | 13  | 16  | 16  | 16  | 17  | 20  | 21  | 22  | 23  | 23  | 23  | 26  | 26  | 26  | 29  | 30  | 33  | 34  | 35  | 36  | 39  | 39  | 39  | 40  | 43  | 43  | 46  | 46  |
| Place     | 11e | 6e | 6e | 8e | 4e | 7e | 11e | 13e | 12e | 13e | 17e | 12e | 14e | 16e | 16e | 14e | 15e | 14e | 15e | 15e | 17e | 14e | 16e | 17e | 15e | 15e | 13e | 15e | 15e | 14e | 12e | 14e | 17e | 17e | 14e | 16e | 14e | 17e |

Source : Liste des rencontres

Terrain : D = Domicile ; E = Extérieur. Résultat: D = Défaite ; N = Nul ; V = Victoire.